# Белая Скала
Бе́лая Скала́ (до 1948 года Ак-Кая́; укр. Біла Скеля, крымскотат. Aq Qaya, Акъ Къая) — село в Белогорском районе Республики Крым, входит в состав Вишенского сельского поселения (согласно административно-территориальному делению Украины — Вишенского сельского совета Автономной Республики Крым).

## Население
| 2001 | 2014 |
| ---- | ---- |
| 731  | ↘632 |

Всеукраинская перепись 2001 года показала следующее распределение по носителям языка
| Язык             | Процент |
| ---------------- | ------- |
| русский          | 59.1    |
| крымскотатарский | 34.2    |
| украинский       | 6.57    |

### Динамика численности
| - 1805 год — 111 чел. - 1864 год — 206 чел. - 1889 год — 330 чел. - 1892 год — 304 чел. - 1900 год — 300 чел. - 1915 год — 0/76 чел. | - 1926 год — 355 чел. - 1939 год — 570 чел. - 1989 год — 691 чел. - 2001 год — 731 чел. - 2009 год — 744 чел. - 2014 год — 632 чел. |

## Современное состояние

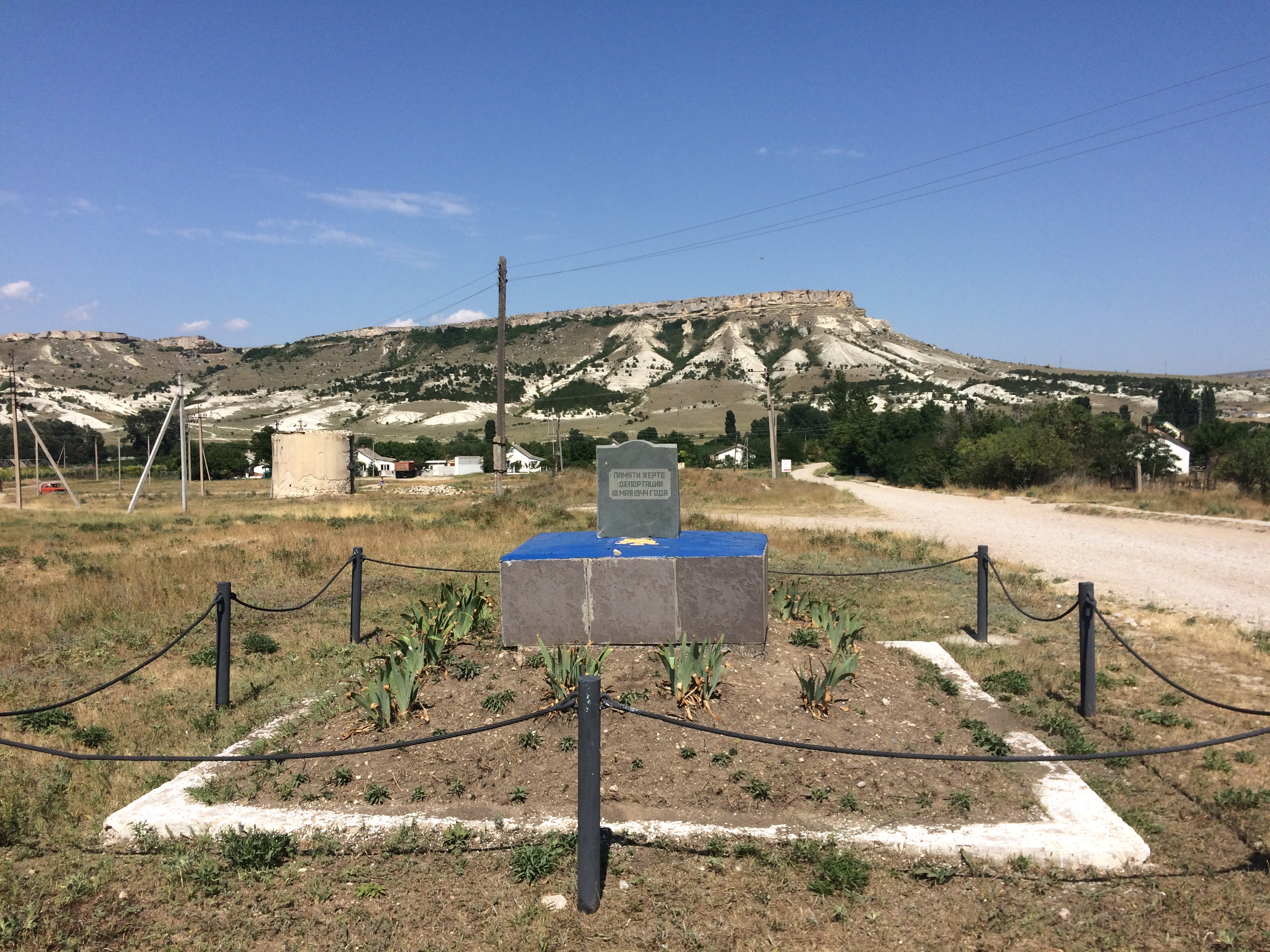
Памятник жертвам депортации 1944 года

На 2017 год в Белой Скале числится 4 улицы и 1 переулок; на 2009 год, по данным сельсовета, село занимало площадь 66,6 гектара на которой, в 232 дворах, проживало 744 человека. В селе действуют сельский клуб, библиотека-филиал № 17, фельдшерско-акушерский пункт, отделение Почты России. На территории села расположен памятник жертвам депортации 1944 года.

## География
Село Белая Скала находится в центре района. Расположено на северной окраине Внутренней гряды Крымских гор, в долине Биюк-Карасу (Карасёвка) на левом берегу реки, высота центра села над уровнем моря 158 м. Село лежит в 1 км ниже по долине от Яблочного, расстояние до райцентра около 5 километров (по шоссе), ближайшая железнодорожная станция — Нижнегорская (на линии Джанкой — Феодосия) —
примерно в 44 километрах. Транспортное сообщение осуществляется по региональной автодороге 35К-016 Нижнегорский — Белогорск (по украинской классификации — Т-0112). На противоположном берегу Биюк-Карасу возвышается известная мустьерскими стоянками Белая скала — комплексный памятник природы с 1981 года.

## История
Первое документальное упоминание села встречается в Камеральном Описании Крыма… 1784 года, судя по которому, в последний период Крымского ханства Ак-Кая (записано Кая) входила в Карасьбазарский кадылык Карасьбазарского каймаканства. После присоединения Крыма к России (8) 19 апреля 1783 года, (8) 19 февраля 1784 года, именным указом Екатерины II сенату, на территории бывшего Крымского Ханства была образована Таврическая область и деревня была приписана к Симферопольскому уезду. После Павловских реформ, с 1796 по 1802 год, входила в Акмечетский уезд Новороссийской губернии. По новому административному делению, после создания 8 (20) октября 1802 года Таврической губернии, Ак-Кая была включена в состав Табулдынской волости Симферопольского уезда.
По Ведомости о всех селениях в Симферопольском уезде состоящих с показанием в которой волости сколько числом дворов и душ… от 9 октября 1805 года, в деревне Ак-Кая числилось 24 двора и 111 жителей, исключительно крымских татар. На военно-топографической карте генерал-майора Мухина 1817 года обозначена деревня Аккая с 22 дворами. После реформы волостного деления 1829 года деревню Аккая, согласно «Ведомости о казённых волостях Таврической губернии 1829 года», отнесли к Айтуганской волости (преобразованной из Табулдынской). На карте 1836 года в деревне 21 двор, как и на карте 1842 года.
В 1860-х годах, после земской реформы Александра II, деревню приписали к Зуйской волости. В «Списке населённых мест Таврической губернии по сведениям 1864 года», составленном по результатам VIII ревизии 1864 года, Ак-Кая — владельческая татарская деревня с 44 дворами, 206 жителями и мечетью при реке Большой Карасу. По обследованиям профессора А. Н. Козловского начала 1860-х годов, жители селения «пользовались водой реки Карасовки и его притоков». На трёхверстовой карте Шуберта 1865—1876 года в деревне Ак-Кая 38 дворов. В «Памятной книге Таврической губернии 1889 года», по результатам Х ревизии 1887 года, записана Ак-Кая, с 56 дворами и 330 жителями. На верстовой карте 1890 года в деревне обозначено 57 дворов с татарским населением.

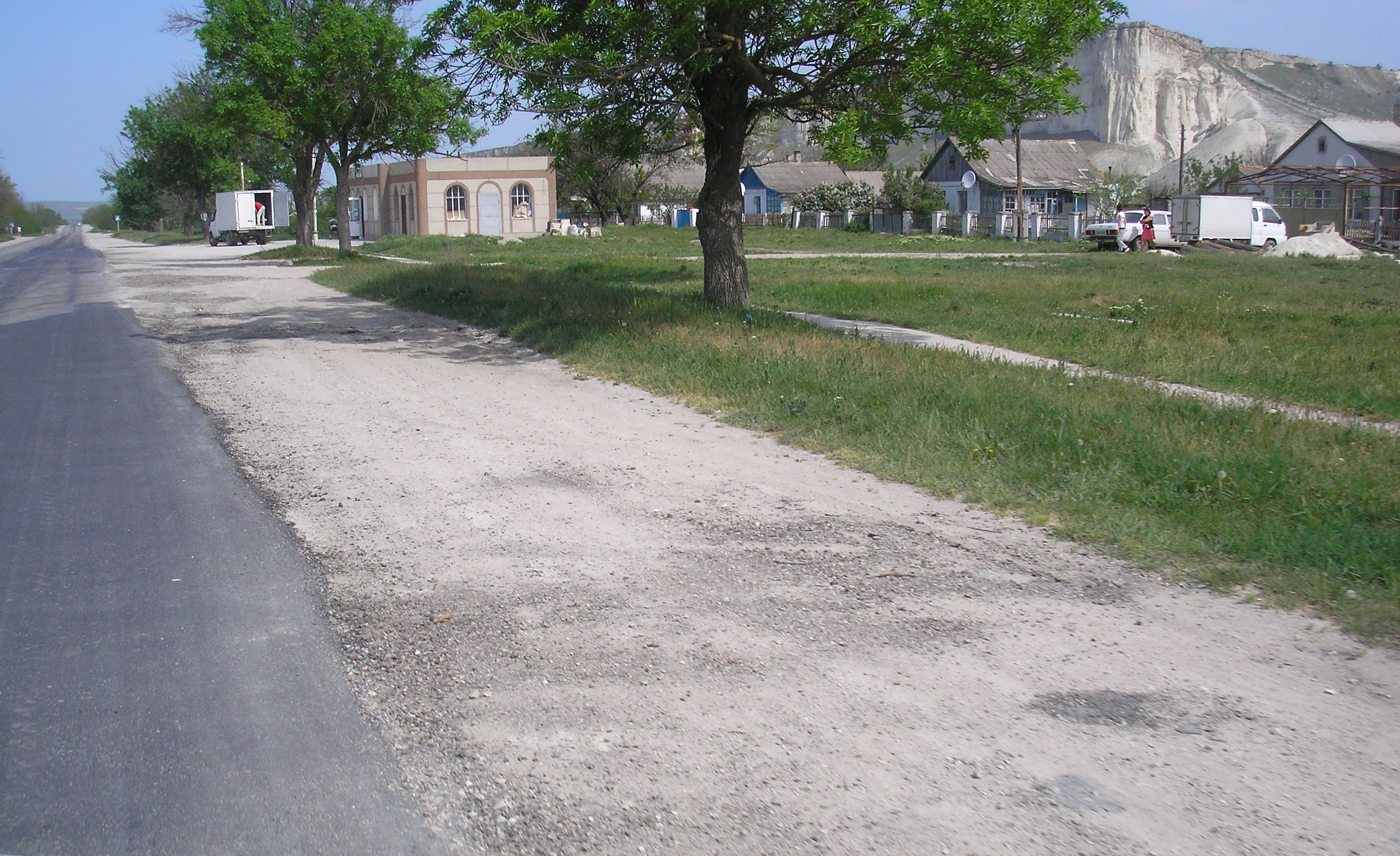

После земской реформы 1890 года Ак-Каю отнесли к возобновлённой Табулдинской волости. Согласно «…Памятной книжке Таврической губернии на 1892 год», в деревне Аккая, входившей в Алексеевское сельское общество, числилось 304 жителя в 37 домохозяйствах, все безземельные. По «…Памятной книжке Таврической губернии на 1902 год» в деревне Аккая, приписанной к волости для счёта, числилось 300 жителей в 38 домохозяйствах. По Статистическому справочнику Таврической губернии. Ч.II-я. Статистический очерк, выпуск шестой Симферопольский уезд, 1915 год, в деревне Аккая и одноимённой экономии Селинова М. А. Табулдинской волости Симферопольского уезда числилось 11 дворов с русским населением в количестве 76 человек «посторонних» жителей, из которых 35 мужчин и 41 женщин. У жителей и в экономии было 3340 десятины удобной земли. В хозяйствах имелось 52 лошади, 30 волов, 22 коровы и 24 головы мелкого скота.
После установления в Крыму Советской власти, по постановлению Крымревкома от 8 января 1921 года была упразднена волостная система и село вошло в состав вновь созданного Карасубазарского района Симферопольского уезда, а в 1922 году уезды получили название округов. 11 октября 1923 года, согласно постановлению ВЦИК, в административное деление Крымской АССР были внесены изменения, в результате которых округа ликвидировались, Карасубазарский район стал самостоятельной административной единицей и село включили в его состав. Согласно Списку населённых пунктов Крымской АССР по Всесоюзной переписи 17 декабря 1926 года, в селе Ак-Кая, центре упразднённого к 1940 году сельсовета Карасубазарского района, числилось 72 двора, все крестьянские, население составляло 317 человек, из них 213 татар, 74 русских, 14 армян, 5 греков, 4 украинца, 2 немца, 1 болгарин, 4 записаны в графе «прочие», действовала русско-татарская школа. В одноимённом совхозе было 15 дворов, 38 человек (33 русских, 3 украинца, 1 болгарин, 1 эстонец). По данным всесоюзная перепись населения 1939 года в селе проживало 570 человек, из них 327 татар, 77 русских, 66 армян, 44 украинца, 66 армян, 16 болгар, 7 греков, 7 поляков.
В 1944 году, после освобождения Крыма от фашистов, согласно Постановлению ГКО № 5859 от 11 мая 1944 года, 18 мая крымские татары из Ак-Каи были депортированы в Среднюю Азию. 27 июня 1944 года крымские болгары, греки и армяне, согласно Постановлению ГКО № 5984сс от 2 июня 1944 года, также были депортированы в Среднюю Азию.
12 августа 1944 года было принято постановление № ГОКО-6372с «О переселении колхозников в районы Крыма», в исполнение которого в район завезли переселенцев: 6000 человек из Тамбовской и 2100 — Курской областей, а в начале 1950-х годов последовала вторая волна переселенцев из различных областей Украины. С 25 июня 1946 года Ак-Кая в составе Крымской области РСФСР. Указом Президиума Верховного Совета РСФСР от 18 мая 1948 года, Ак-Каю переименовали в Белую Скалу. 26 апреля 1954 года Крымская область была передана из состава РСФСР в состав УССР. На 15 июня 1960 года село уже числилось в составе Вишенского сельсовета. По данным переписи 1989 года в селе проживал 691 человек. С 12 февраля 1991 года село в восстановленной Крымской АССР, 26 февраля 1992 года переименованной в Автономную Республику Крым. С 21 марта 2014 года в составе Крыма аннексирована Россией.